# Copa de Campeones de Europa 1958-59
La Copa de Campeones de Europa 1958-59 fue la 4.ª edición de la Copa de Clubes Campeones Europeos de fútbol, conocida como Copa de Europa, organizada por la Unión de Asociaciones Europeas de Fútbol (UEFA). En ella participaron un total de veintiséis equipos, representantes de 25 federaciones nacionales diferentes tras incorporarse las de Finlandia, Grecia y volver a aceptar a Turquía, aunque finalmente los griegos se retiraron antes de comenzar la competición al verse emparejados con los turcos, con quienes mantenían en la época fuertes tensiones debido al territorio de Chipre, y no acudir finalmente el segundo club inglés invitado.
Se disputó entre los meses de agosto de 1958 y junio de 1959, teniendo España por tercera vez consecutiva un segundo participante al poseer de nuevo al vigente campeón, el Real Madrid Club de Fútbol, accediendo pues el Club Atlético de Madrid como subcampeón de liga. De manera extraordinaria y por los acontecimientos del pasado año del desastre aéreo de Múnich se invitó al Manchester United Football Club pese a no ser el campeón de su liga nacional. Su participación estuvo pendiente hasta casi comenzado el torneo, no llegando finalmente a producirse.
Quien sí acudió fue su compatriota inglés, el Wolverhampton Wanderers Football Club, club que en cierto modo dio el impulso definitivo al nacimiento de la competición, y que por segunda vez en cuatro ediciones pudo poner en liza sus aspiraciones y valía en Europa frente al resto de campeones.
No hubo de nuevo sorpresas al ser ganada nuevamente por el Real Madrid C. F., presentándose como vigente campeón nacional y europeo, y derrotó en el definitivo partido de Stuttgart al Stade de Reims, reeditando la final de la primera edición y siendo la primera vez que se repetían mismos contendientes en una final. Los franceses en cambio contaban con el dudoso honor de ser el conjunto con más finales disputadas sin haber conseguido proclamarse vencedor. Se marcaron 200 tantos en 55 encuentros, arrojando una media de 3,64 goles por partido, el menor registro hasta la fecha.
Diecisiete fueron los equipos que debutaron en la competición, y el Atlético de Madrid finalizó como el mejor entre los debutante tras alcanzar las semifinales, siendo la primera vez en la que era necesario que uno de los semifinalistas hubiese de disputar un partido de desempate para acceder a la final, en este caso el rival de los rojiblancos.

## Desarrollo

### Participantes
Dos países más inscribieron su nombre en el torneo: Finlandia y Grecia, pese a que este último no llegase finalmente a debutar debido a motivos extra-deportivos. Turquía, tras unificar su campeonato de liga, volvió a contender con su campeón Beşiktaş Jimnastik Kulübü. Por el país escandinavo jugó el Helsingin Palloseura, mientras que por el heleno poseía el honor el Olympiakós Peiraiós, dominador de su país en el último lustro. A ellos se sumaron como debutantes otros catorce equipos, sin incluir al equipo griego.
Para la fase final, fueron ocho equipos los que participaron por primera vez, a saber, el campeón alemán Fußball-Club Gelsenkirchen-Schalke, el Royal Standard de Liège, el Club Atlético de Madrid, el Magyar Testgyakorlók Köre Budapest Futball Club, el Idrottsföreningen Kamraterna Göteborg, y el Wiener Sport-Club que se unieron a los ya citados Beşiktaş J. K. y Helsingin Palloseura, la mitad de los participantes en la fase final. El Atlético de Madrid finalizó como mejor debutante al cerrar su participación en las semifinales al caer frente al vigente campeón, el Real Madrid Club de Fútbol —a la postre vencedor del título por cuarta vez consecutiva—. Esta fue la segunda vez en la historia del torneo que dos equipos del mismo país se enfrentaban, y la primera vez que se daba un derbi madrileño en Europa. Una repetición que también se dio en la final siendo la misma que aconteció en la primera edición.
Nota: indicados en negrita equipos que participaron en la fase final del torneo. Nombres y banderas según la época.
| Equipos participantes | | |
| Octavos de final | Fase preliminar | Fase preliminar |
| Real Madrid Club de Fútbol Centralen Dom na Narodnata Armiya Sofiya Wolverhampton Wanderers Football Club Helsingin Palloseura | Sportclub Wismut Karl-Marx-Stadt Vojenská Tělovýchovná Jednota Dukla Praha Royal Standard de Liège Fußball-Club Gelsenkirchen-Schalke Idrottsföreningen Kamraterna Göteborg Juventus Football Club Club Atlético de Madrid Wiener Sport-Club Kjøbenhavns Boldklub Sporting Clube de Portugal Magyar Testgyakorlók Köre Budapest Futball Club Manchester United Football Club | Stade de Reims Voetbalvereniging Door Oefening Sterk Fotbal Club Petrolul Ploiești Beşiktaş Jimnastik Kulübü Berner Sport Club Young Boys Građanski Nogometni Klub Dinamo Zagreb Association Sportive La Jeunesse d'Esch Drumcondra Football Club Ards Football Club Klub Sportowy Polonia Bytom Olympiakós Peiraiós Heart of Midlothian Football Club |

El Futbollit Klubi Partizani albanés, el Íþróttabandalag Akraness islandés, el Viking Fotballklubb noruego y el Futbol'nyy Klub Dynamo Moskva soviético fueron los campeones ausentes. De nuevo por sorteo se decidió que equipos acompañaban directamente al vigente campeón en los octavos de final, disputando el resto la eliminatoria previa. A ella accedieron directamente el conjunto turco y el suizo por la incomparecencia final de sus rivales.

## Ronda previa
| Equipo Local Ida             | Resultado | Equipo Visitante Ida        | Ida   | Vuelta | Desempate |
| ---------------------------- | --------- | --------------------------- | ----- | ------ | --------- |
| Juventus F. C.               | 3 - 8     | Wiener S. C.                | 3 - 1 | 0 - 7  |           |
| GNK Dinamo Zagreb            | 3 - 4     | V. T. J. Dukla Praha        | 2 - 2 | 1 - 2  |           |
| Atlético de Madrid           | 13 - 1    | Drumcondra F. C.            | 8 - 0 | 5 - 1  |           |
| Kjøbenhavns Boldklub         | 5 - 5     | F. C. Gelsenkirchen-Schalke | 3 - 0 | 2 - 5  | 1 - 3     |
| K. S. Polonia Bytom          | 0 - 6     | M. T. K. Budapest           | 0 - 3 | 0 - 3  |           |
| A. S. Jeunesse d'Esch        | 2 - 2     | I. F. K. Göteborg           | 1 - 2 | 1 - 0  | 1 - 5     |
| S. C. Wismut Karl-Marx-Stadt | 4 - 4     | F. C. Petrolul Ploiești     | 4 - 2 | 0 - 2  | 4 - 0     |
| V. V. Door Oefening Sterk    | 4 - 6     | S. C. Portugal              | 3 - 4 | 1 - 2  |           |
| Royal Standard de Liège      | 6 - 3     | Heart Midlothian F. C.      | 5 - 1 | 1 - 2  |           |
| Ards F. C.                   | 3 - 10    | Stade de Reims              | 1 - 4 | 2 - 6  |           |
| Beşiktaş J. K.               | bye.      | Olympiakós Peiraiós         | -     | -      |           |
| B. S. C. Young Boys          | bye.      | Manchester United F. C.     | -     | -      |           |

## Fase final

### Eliminatorias
|  | Octavos de final                                                                | Octavos de final                                                                | Octavos de final                                                                | Octavos de final                                                                |   |                    | Cuartos de final                                                   | Cuartos de final                                                   | Cuartos de final                                                   | Cuartos de final                                                   |  |             | Semifinales                                               | Semifinales                                               | Semifinales                                               | Semifinales                                               |  |             | Final                                       | Final                                       |  |
|  | 29 de oct. al 26 de nov. de 1958 (ida) 12 de nov. al 3 de dic. de 1958 (vuelta) | 29 de oct. al 26 de nov. de 1958 (ida) 12 de nov. al 3 de dic. de 1958 (vuelta) | 29 de oct. al 26 de nov. de 1958 (ida) 12 de nov. al 3 de dic. de 1958 (vuelta) | 29 de oct. al 26 de nov. de 1958 (ida) 12 de nov. al 3 de dic. de 1958 (vuelta) |   |                    | 4 de feb. al 11 de mar. de 1959 (ida) 18 de marzo de 1959 (vuelta) | 4 de feb. al 11 de mar. de 1959 (ida) 18 de marzo de 1959 (vuelta) | 4 de feb. al 11 de mar. de 1959 (ida) 18 de marzo de 1959 (vuelta) | 4 de feb. al 11 de mar. de 1959 (ida) 18 de marzo de 1959 (vuelta) |  |             | 15 de abril de 1959 (ida) 7 y 13 de mayo de 1959 (vuelta) | 15 de abril de 1959 (ida) 7 y 13 de mayo de 1959 (vuelta) | 15 de abril de 1959 (ida) 7 y 13 de mayo de 1959 (vuelta) | 15 de abril de 1959 (ida) 7 y 13 de mayo de 1959 (vuelta) |  |             | 3 de junio de 1959 Neckarstadion, Stuttgart | 3 de junio de 1959 Neckarstadion, Stuttgart |  |
|  |                                                                                 |                                                                                 |                                                                                 |                                                                                 |   |                    |                                                                    |                                                                    |                                                                    |                                                                    |  |             |                                                           |                                                           |                                                           |                                                           |  |             |                                             |                                             |  |
|  |                                                                                 |                                                                                 |                                                                                 |                                                                                 |   |                    |                                                                    |                                                                    |                                                                    |                                                                    |  |             |                                                           |                                                           |                                                           |                                                           |  |             |                                             |                                             |  |
|  | Wiener                                                                          | 3                                                                               | 0                                                                               | 3                                                                               |   |                    |                                                                    |                                                                    |                                                                    |                                                                    |  |             |                                                           |                                                           |                                                           |                                                           |  |             |                                             |                                             |  |
|  | Wiener                                                                          | 3                                                                               | 0                                                                               | 3                                                                               |   |                    |                                                                    |                                                                    |                                                                    |                                                                    |  |             |                                                           |                                                           |                                                           |                                                           |  |             |                                             |                                             |  |
|  | Dukla Praga                                                                     | 1                                                                               | 1                                                                               | 2                                                                               |   |                    |                                                                    |                                                                    |                                                                    |                                                                    |  |             |                                                           |                                                           |                                                           |                                                           |  |             |                                             |                                             |  |
|  | Dukla Praga                                                                     | 1                                                                               | 1                                                                               | 2                                                                               |   | Wiener             | 0                                                                  | 1                                                                  | 1                                                                  |                                                                    |  |             |                                                           |                                                           |                                                           |                                                           |  |             |                                             |                                             |  |
|  |                                                                                 |                                                                                 |                                                                                 |                                                                                 |   | Wiener             | 0                                                                  | 1                                                                  | 1                                                                  |                                                                    |  |             |                                                           |                                                           |                                                           |                                                           |  |             |                                             |                                             |  |
|  |                                                                                 |                                                                                 | Real Madrid                                                                     | 0                                                                               | 7 | 7                  |                                                                    |                                                                    |                                                                    |                                                                    |  |             |                                                           |                                                           |                                                           |                                                           |  |             |                                             |                                             |  |
|  | Real Madrid                                                                     | 2                                                                               | Real Madrid                                                                     | 0                                                                               | 7 | 7                  | 1                                                                  | 3                                                                  |                                                                    |                                                                    |  |             |                                                           |                                                           |                                                           |                                                           |  |             |                                             |                                             |  |
|  | Real Madrid                                                                     | 2                                                                               |                                                                                 |                                                                                 |   |                    |                                                                    |                                                                    |                                                                    |                                                                    |  |             |                                                           |                                                           |                                                           |                                                           |  |             |                                             |                                             |  |
|  | Beşiktaş                                                                        | 0                                                                               | 1                                                                               | 1                                                                               |   |                    |                                                                    |                                                                    |                                                                    |                                                                    |  |             |                                                           |                                                           |                                                           |                                                           |  |             |                                             |                                             |  |
|  | Beşiktaş                                                                        | 0                                                                               | 1                                                                               | 1                                                                               |   |                    |                                                                    |                                                                    |                                                                    |                                                                    |  | Real Madrid | 2                                                         | 0                                                         | 2                                                         |                                                           |  |             |                                             |                                             |  |
|  |                                                                                 |                                                                                 |                                                                                 |                                                                                 |   |                    |                                                                    |                                                                    |                                                                    |                                                                    |  | Real Madrid | 2                                                         | 0                                                         | 2                                                         |                                                           |  |             |                                             |                                             |  |
|  |                                                                                 |                                                                                 | Atlético de Madrid                                                              | 1                                                                               | 1 | 2                  |                                                                    |                                                                    |                                                                    |                                                                    |  |             |                                                           |                                                           |                                                           |                                                           |  |             |                                             |                                             |  |
|  | Atlético de Madrid                                                              | 2                                                                               | Atlético de Madrid                                                              | 1                                                                               | 1 | 2                  | 0                                                                  | 2                                                                  |                                                                    |                                                                    |  |             |                                                           |                                                           |                                                           |                                                           |  |             |                                             |                                             |  |
|  | Atlético de Madrid                                                              | 2                                                                               |                                                                                 |                                                                                 |   |                    |                                                                    |                                                                    |                                                                    |                                                                    |  |             |                                                           |                                                           |                                                           |                                                           |  |             |                                             |                                             |  |
|  | CDNA Sofía                                                                      | 1                                                                               | 1                                                                               | 2                                                                               |   |                    |                                                                    |                                                                    |                                                                    |                                                                    |  |             |                                                           |                                                           |                                                           |                                                           |  |             |                                             |                                             |  |
|  | CDNA Sofía                                                                      | 1                                                                               | 1                                                                               | 2                                                                               |   | Atlético de Madrid | 3                                                                  | 1                                                                  | 4                                                                  |                                                                    |  |             |                                                           |                                                           |                                                           |                                                           |  |             |                                             |                                             |  |
|  |                                                                                 |                                                                                 |                                                                                 |                                                                                 |   | Atlético de Madrid | 3                                                                  | 1                                                                  | 4                                                                  |                                                                    |  |             |                                                           |                                                           |                                                           |                                                           |  |             |                                             |                                             |  |
|  |                                                                                 |                                                                                 | Schalke 04                                                                      | 0                                                                               | 1 | 1                  |                                                                    |                                                                    |                                                                    |                                                                    |  |             |                                                           |                                                           |                                                           |                                                           |  |             |                                             |                                             |  |
|  | Wolverhampton                                                                   | 2                                                                               | Schalke 04                                                                      | 0                                                                               | 1 | 1                  | 1                                                                  | 3                                                                  |                                                                    |                                                                    |  |             |                                                           |                                                           |                                                           |                                                           |  |             |                                             |                                             |  |
|  | Wolverhampton                                                                   | 2                                                                               |                                                                                 |                                                                                 |   |                    |                                                                    |                                                                    |                                                                    |                                                                    |  |             |                                                           |                                                           |                                                           |                                                           |  |             |                                             |                                             |  |
|  | Schalke 04                                                                      | 2                                                                               | 2                                                                               | 4                                                                               |   |                    |                                                                    |                                                                    |                                                                    |                                                                    |  |             |                                                           |                                                           |                                                           |                                                           |  |             |                                             |                                             |  |
|  | Schalke 04                                                                      | 2                                                                               | 2                                                                               | 4                                                                               |   |                    |                                                                    |                                                                    |                                                                    |                                                                    |  |             |                                                           |                                                           |                                                           |                                                           |  | Real Madrid | 2                                           |                                             |  |
|  |                                                                                 |                                                                                 |                                                                                 |                                                                                 |   |                    |                                                                    |                                                                    |                                                                    |                                                                    |  |             |                                                           |                                                           |                                                           |                                                           |  | Real Madrid | 2                                           |                                             |  |
|  |                                                                                 |                                                                                 | Stade de Reims                                                                  | 0                                                                               |   |                    |                                                                    |                                                                    |                                                                    |                                                                    |  |             |                                                           |                                                           |                                                           |                                                           |  |             |                                             |                                             |  |
|  | MTK Budapest                                                                    | 1                                                                               | Stade de Reims                                                                  | 0                                                                               | 1 | 2                  |                                                                    |                                                                    |                                                                    |                                                                    |  |             |                                                           |                                                           |                                                           |                                                           |  |             |                                             |                                             |  |
|  | MTK Budapest                                                                    | 1                                                                               |                                                                                 |                                                                                 |   |                    |                                                                    |                                                                    |                                                                    |                                                                    |  |             |                                                           |                                                           |                                                           |                                                           |  |             |                                             |                                             |  |
|  | Young Boys                                                                      | 4                                                                               | 2                                                                               | 6                                                                               |   |                    |                                                                    |                                                                    |                                                                    |                                                                    |  |             |                                                           |                                                           |                                                           |                                                           |  |             |                                             |                                             |  |
|  | Young Boys                                                                      | 4                                                                               | 2                                                                               | 6                                                                               |   | Young Boys         | 2                                                                  | 0                                                                  | 2                                                                  |                                                                    |  |             |                                                           |                                                           |                                                           |                                                           |  |             |                                             |                                             |  |
|  |                                                                                 |                                                                                 |                                                                                 |                                                                                 |   | Young Boys         | 2                                                                  | 0                                                                  | 2                                                                  |                                                                    |  |             |                                                           |                                                           |                                                           |                                                           |  |             |                                             |                                             |  |
|  |                                                                                 |                                                                                 | Karl-Marx-Stadt                                                                 | 2                                                                               | 0 | 2                  |                                                                    |                                                                    |                                                                    |                                                                    |  |             |                                                           |                                                           |                                                           |                                                           |  |             |                                             |                                             |  |
|  | IFK Göteborg                                                                    | 2                                                                               | Karl-Marx-Stadt                                                                 | 2                                                                               | 0 | 2                  | 0                                                                  | 2                                                                  |                                                                    |                                                                    |  |             |                                                           |                                                           |                                                           |                                                           |  |             |                                             |                                             |  |
|  | IFK Göteborg                                                                    | 2                                                                               |                                                                                 |                                                                                 |   |                    |                                                                    |                                                                    |                                                                    |                                                                    |  |             |                                                           |                                                           |                                                           |                                                           |  |             |                                             |                                             |  |
|  | Karl-Marx-Stadt                                                                 | 2                                                                               | 4                                                                               | 6                                                                               |   |                    |                                                                    |                                                                    |                                                                    |                                                                    |  |             |                                                           |                                                           |                                                           |                                                           |  |             |                                             |                                             |  |
|  | Karl-Marx-Stadt                                                                 | 2                                                                               | 4                                                                               | 6                                                                               |   |                    |                                                                    |                                                                    |                                                                    |                                                                    |  | Young Boys  | 1                                                         | 0                                                         | 1                                                         |                                                           |  |             |                                             |                                             |  |
|  |                                                                                 |                                                                                 |                                                                                 |                                                                                 |   |                    |                                                                    |                                                                    |                                                                    |                                                                    |  | Young Boys  | 1                                                         | 0                                                         | 1                                                         |                                                           |  |             |                                             |                                             |  |
|  |                                                                                 |                                                                                 | Stade de Reims                                                                  | 0                                                                               | 3 | 3                  |                                                                    |                                                                    |                                                                    |                                                                    |  |             |                                                           |                                                           |                                                           |                                                           |  |             |                                             |                                             |  |
|  | Sporting de Portugal                                                            | 2                                                                               | Stade de Reims                                                                  | 0                                                                               | 3 | 3                  | 0                                                                  | 2                                                                  |                                                                    |                                                                    |  |             |                                                           |                                                           |                                                           |                                                           |  |             |                                             |                                             |  |
|  | Sporting de Portugal                                                            | 2                                                                               |                                                                                 |                                                                                 |   |                    |                                                                    |                                                                    |                                                                    |                                                                    |  |             |                                                           |                                                           |                                                           |                                                           |  |             |                                             |                                             |  |
|  | Standard Lieja                                                                  | 3                                                                               | 3                                                                               | 6                                                                               |   |                    |                                                                    |                                                                    |                                                                    |                                                                    |  |             |                                                           |                                                           |                                                           |                                                           |  |             |                                             |                                             |  |
|  | Standard Lieja                                                                  | 3                                                                               | 3                                                                               | 6                                                                               |   | Standard Lieja     | 2                                                                  | 0                                                                  | 2                                                                  |                                                                    |  |             |                                                           |                                                           |                                                           |                                                           |  |             |                                             |                                             |  |
|  |                                                                                 |                                                                                 |                                                                                 |                                                                                 |   | Standard Lieja     | 2                                                                  | 0                                                                  | 2                                                                  |                                                                    |  |             |                                                           |                                                           |                                                           |                                                           |  |             |                                             |                                             |  |
|  |                                                                                 |                                                                                 | Stade de Reims                                                                  | 0                                                                               | 3 | 3                  |                                                                    |                                                                    |                                                                    |                                                                    |  |             |                                                           |                                                           |                                                           |                                                           |  |             |                                             |                                             |  |
|  | Stade de Reims                                                                  | 4                                                                               | Stade de Reims                                                                  | 0                                                                               | 3 | 3                  | 3                                                                  | 7                                                                  |                                                                    |                                                                    |  |             |                                                           |                                                           |                                                           |                                                           |  |             |                                             |                                             |  |
|  | Stade de Reims                                                                  | 4                                                                               |                                                                                 |                                                                                 |   |                    |                                                                    |                                                                    |                                                                    |                                                                    |  |             |                                                           |                                                           |                                                           |                                                           |  |             |                                             |                                             |  |
|  | HPS Helsinki                                                                    | 0                                                                               | 0                                                                               | 0                                                                               |   |                    |                                                                    |                                                                    |                                                                    |                                                                    |  |             |                                                           |                                                           |                                                           |                                                           |  |             |                                             |                                             |  |
|  | HPS Helsinki                                                                    | 0                                                                               | 0                                                                               | 0                                                                               |   |                    |                                                                    |                                                                    |                                                                    |                                                                    |  |             |                                                           |                                                           |                                                           |                                                           |  |             |                                             |                                             |  |
|  |                                                                                 |                                                                                 |                                                                                 |                                                                                 |   |                    |                                                                    |                                                                    |                                                                    |                                                                    |  |             |                                                           |                                                           |                                                           |                                                           |  |             |                                             |                                             |  |

### Octavos de final
El sorteo se realizó el 9 de octubre de 1958 en París

### Cuartos de final
El 9 de diciembre de 1958 se desarrolló el sorteo en Madrid.

### Semifinales
El sorteo se realizó el 4 de marzo de 1959 en Zürich.

## Final
| 1     | POR   | Rogelio Domínguez  |  |
| 2     | DEF   | Marquitos Alonso   |  |
| 3     | DEF   | José Santamaría    |  |
| 4     | DEF   | José María Zárraga |  |
| 5     | MED   | Juan Santisteban   |  |
| 6     | MED   | Antonio Ruiz       |  |
| 7     | DEL   | Raymond Kopa       |  |
| 8     | DEL   | Enrique Mateos     |  |
| 9     | DEL   | Alfredo Di Stéfano |  |
| 10    | DEL   | Héctor Rial        |  |
| 11    | DEL   | Paco Gento         |  |
| D. T. | D. T. | Luis Carniglia     |  |

| 1     | POR   | Dominique Colonna |  |
| 2     | DEF   | Bruno Rodzik      |  |
| 3     | DEF   | Robert Jonquet    |  |
| 4     | DEF   | Raoul Giraudo     |  |
| 5     | MED   | Armand Penverne   |  |
| 6     | MED   | Michel Leblond    |  |
| 7     | DEL   | Robert Lamartine  |  |
| 8     | DEL   | René Bliard       |  |
| 9     | DEL   | Just Fontaine     |  |
| 10    | DEL   | Roger Piantoni    |  |
| 11    | DEL   | Jean Vincent      |  |
| D. T. | D. T. | Albert Batteux    |  |

| 1' · 47' | Enrique Mateos Alfredo Di Stéfano | 1:0 2:0 |

| Principal | Albert Dusch |

| 1     | POR   | Rogelio Domínguez  |  |
| 2     | DEF   | Marquitos Alonso   |  |
| 3     | DEF   | José Santamaría    |  |
| 4     | DEF   | José María Zárraga |  |
| 5     | MED   | Juan Santisteban   |  |
| 6     | MED   | Antonio Ruiz       |  |
| 7     | DEL   | Raymond Kopa       |  |
| 8     | DEL   | Enrique Mateos     |  |
| 9     | DEL   | Alfredo Di Stéfano |  |
| 10    | DEL   | Héctor Rial        |  |
| 11    | DEL   | Paco Gento         |  |
| D. T. | D. T. | Luis Carniglia     |  |

| 1     | POR   | Dominique Colonna |  |
| 2     | DEF   | Bruno Rodzik      |  |
| 3     | DEF   | Robert Jonquet    |  |
| 4     | DEF   | Raoul Giraudo     |  |
| 5     | MED   | Armand Penverne   |  |
| 6     | MED   | Michel Leblond    |  |
| 7     | DEL   | Robert Lamartine  |  |
| 8     | DEL   | René Bliard       |  |
| 9     | DEL   | Just Fontaine     |  |
| 10    | DEL   | Roger Piantoni    |  |
| 11    | DEL   | Jean Vincent      |  |
| D. T. | D. T. | Albert Batteux    |  |

| 1' · 47' | Enrique Mateos Alfredo Di Stéfano | 1:0 2:0 |

| Principal | Albert Dusch |

| 1     | POR   | Rogelio Domínguez  |  |
| 2     | DEF   | Marquitos Alonso   |  |
| 3     | DEF   | José Santamaría    |  |
| 4     | DEF   | José María Zárraga |  |
| 5     | MED   | Juan Santisteban   |  |
| 6     | MED   | Antonio Ruiz       |  |
| 7     | DEL   | Raymond Kopa       |  |
| 8     | DEL   | Enrique Mateos     |  |
| 9     | DEL   | Alfredo Di Stéfano |  |
| 10    | DEL   | Héctor Rial        |  |
| 11    | DEL   | Paco Gento         |  |
| D. T. | D. T. | Luis Carniglia     |  |

| 1     | POR   | Dominique Colonna |  |
| 2     | DEF   | Bruno Rodzik      |  |
| 3     | DEF   | Robert Jonquet    |  |
| 4     | DEF   | Raoul Giraudo     |  |
| 5     | MED   | Armand Penverne   |  |
| 6     | MED   | Michel Leblond    |  |
| 7     | DEL   | Robert Lamartine  |  |
| 8     | DEL   | René Bliard       |  |
| 9     | DEL   | Just Fontaine     |  |
| 10    | DEL   | Roger Piantoni    |  |
| 11    | DEL   | Jean Vincent      |  |
| D. T. | D. T. | Albert Batteux    |  |

| 1' · 47' | Enrique Mateos Alfredo Di Stéfano | 1:0 2:0 |

| Principal | Albert Dusch |

| 1     | POR   | Rogelio Domínguez  |  |
| 2     | DEF   | Marquitos Alonso   |  |
| 3     | DEF   | José Santamaría    |  |
| 4     | DEF   | José María Zárraga |  |
| 5     | MED   | Juan Santisteban   |  |
| 6     | MED   | Antonio Ruiz       |  |
| 7     | DEL   | Raymond Kopa       |  |
| 8     | DEL   | Enrique Mateos     |  |
| 9     | DEL   | Alfredo Di Stéfano |  |
| 10    | DEL   | Héctor Rial        |  |
| 11    | DEL   | Paco Gento         |  |
| D. T. | D. T. | Luis Carniglia     |  |

| 1     | POR   | Dominique Colonna |  |
| 2     | DEF   | Bruno Rodzik      |  |
| 3     | DEF   | Robert Jonquet    |  |
| 4     | DEF   | Raoul Giraudo     |  |
| 5     | MED   | Armand Penverne   |  |
| 6     | MED   | Michel Leblond    |  |
| 7     | DEL   | Robert Lamartine  |  |
| 8     | DEL   | René Bliard       |  |
| 9     | DEL   | Just Fontaine     |  |
| 10    | DEL   | Roger Piantoni    |  |
| 11    | DEL   | Jean Vincent      |  |
| D. T. | D. T. | Albert Batteux    |  |

| 1' · 47' | Enrique Mateos Alfredo Di Stéfano | 1:0 2:0 |

| Principal | Albert Dusch |

|                                      |
|                                      |
| Campeón Real Madrid C. F. 4.º título |

## Estadísticas

### Tabla histórica de goleadores
El hispano-argentino Alfredo Di Stéfano fue el máximo goleador de la edición tras anotar seis goles en siete partidos, con un promedio de 0,86 goles por partido y ser además el máximo realizador del equipo campeón, seguido del brasileño Evaldo Neto Vavá con cinco y un cuarteto de jugadores empatados a cuatro tantos.

Nota: No contabilizados los partidos y goles en rondas previas. Nombres y banderas de equipos en la época.
| \| Pos. \| Jugador \| G. \| Part. \| Prom. \| \| Club \| \| ---- \| ------------------- \| -- \| ----- \| ----- \| \| ----------------------------- \| \| 1 \| Alfredo Di Stéfano \| 6 \| 7 \| 0.86 \| \| Real Madrid C. F. \| \| 2 \| Evaldo Neto Vavá \| 5 \| 8 \| 0.63 \| \| Atlético de Madrid \| \| 3 \| Just Fontaine \| 4 \| 5 \| 0.80 \| \| Stade de Reims \| \| = \| Klaus Zink \| 4 \| 5 \| 0.80 \| \| S. C. Wismut Karl-Marx-Stadt \| \| 5 \| Eugen Meier \| 4 \| 7 \| 0.57 \| \| B. S. C. Young Boys \| \| = \| Ernst Wechselberger \| 4 \| 7 \| 0.57 \| \| B. S. C. Young Boys \| \| 7 \| Roger Piantoni \| 3 \| 7 \| 0.43 \| \| Stade de Reims \| \| = \| Jean Vincent \| 3 \| 7 \| 0.43 \| \| Stade de Reims \| \| 9 \| Peter Broadbent \| 2 \| 2 \| 1.00 \| \| Wolverhampton Wanderers F. C. \| \| = \| János Molnár \| 2 \| 2 \| 1.00 \| \| M. T. K. Budapest F. C. \| \| 11 \| Karel Mallants \| 2 \| 3 \| 0.67 \| \| Royal Standard de Liège \| \| = \| Günther Siebert \| 2 \| 3 \| 0.67 \| \| F. C. Gelsenkirchen-Schalke \| \| 13 \| Jean Jadot \| 2 \| 4 \| 0.50 \| \| Royal Standard de Liège \| \| = \| Marcel Paeschen \| 2 \| 4 \| 0.50 \| \| Royal Standard de Liège \| \| 15 \| Ferenc Puskás \| 2 \| 5 \| 0.40 \| \| Real Madrid C. F. \| \| = \| Enrique Mateos \| 2 \| 5 \| 0.40 \| \| Real Madrid C. F. \| \| = \| Siegfried Kaiser \| 2 \| 5 \| 0.40 \| \| S. C. Wismut Karl-Marx-Stadt \| Actualizado a fin de torneo. |                     |    |       |       |  |                               |
| Pos. | Jugador             | G. | Part. | Prom. |  | Club                          |
| 1 | Alfredo Di Stéfano  | 6  | 7     | 0.86  |  | Real Madrid C. F.             |
| 2 | Evaldo Neto Vavá    | 5  | 8     | 0.63  |  | Atlético de Madrid            |
| 3 | Just Fontaine       | 4  | 5     | 0.80  |  | Stade de Reims                |
| = | Klaus Zink          | 4  | 5     | 0.80  |  | S. C. Wismut Karl-Marx-Stadt  |
| 5 | Eugen Meier         | 4  | 7     | 0.57  |  | B. S. C. Young Boys           |
| = | Ernst Wechselberger | 4  | 7     | 0.57  |  | B. S. C. Young Boys           |
| 7 | Roger Piantoni      | 3  | 7     | 0.43  |  | Stade de Reims                |
| = | Jean Vincent        | 3  | 7     | 0.43  |  | Stade de Reims                |
| 9 | Peter Broadbent     | 2  | 2     | 1.00  |  | Wolverhampton Wanderers F. C. |
| = | János Molnár        | 2  | 2     | 1.00  |  | M. T. K. Budapest F. C.       |
| 11 | Karel Mallants      | 2  | 3     | 0.67  |  | Royal Standard de Liège       |
| = | Günther Siebert     | 2  | 3     | 0.67  |  | F. C. Gelsenkirchen-Schalke   |
| 13 | Jean Jadot          | 2  | 4     | 0.50  |  | Royal Standard de Liège       |
| = | Marcel Paeschen     | 2  | 4     | 0.50  |  | Royal Standard de Liège       |
| 15 | Ferenc Puskás       | 2  | 5     | 0.40  |  | Real Madrid C. F.             |
| = | Enrique Mateos      | 2  | 5     | 0.40  |  | Real Madrid C. F.             |
| = | Siegfried Kaiser    | 2  | 5     | 0.40  |  | S. C. Wismut Karl-Marx-Stadt  |